# Otto Fischer-Trachau
Otto Fischer-Trachau (August Otto Fischer) (* 15. August 1878 in Trachau bei Dresden; † 13. Juli 1958 in Hamburg) war ein deutscher akademischer Maler und Raumkünstler, der großenteils in Hamburg wirkte.

## Leben
Fischer-Trachau war das siebte Kind des Fabrikarbeiters Friedrich August Fischer (1848–1891), später Versicherungsagent, und der Maria Therese (geborene Sieber, 1848–1925). An den Besuch der Besuch der Volksschule in Trachau und Dresden in den Jahren 1885 bis 1893 schloss er eine Malerlehre an, die er 1897 beendete. Von 1897 bis 1902 war er als Malergehilfe tätig, wo er zahlreiche dekorative Arbeiten ausführte. In den Jahren 1902 bis 1904 besuchte er unter anderem bei Otto Gussmann und Wilhelm Kreis die königliche Sächsische Kunstgewerbeschule und bis 1907 die staatliche Kunstakademie in Dresden.
1907 zog er nach Hamburg und hatte bis 1908 eine Anstellung im Atelier Peter Gustav Dorén (1857–1942) inne. Ab 1908 arbeitete er als selbstständiger Künstler und Raumgestalter in Hamburg und wurde im gleichen Jahr Mitglied im Hamburger Künstlerverein. Mit Fritz Schumacher arbeitete er von 1909 bis 1928 zusammen. Er war von 1919 bis 1933 Mitglied der Hamburgischen Sezession.
Während des Ersten Weltkriegs arbeitete Fischer-Trachau von 1915 bis 1918 als Kriegsberichterstatter in Frankreich. Von 1921 bis 1922 hatte er einen Lehrauftrag an der Altonaer Kunstgewerbeschule. Im Jahr 1926 wurde er als Dozent an die Kunst- und Handwerkerschule in Leipzig berufen, wo er bis 1927 in der Fachklasse für dekorative Malerei und Gestaltungslehre tätig war. Anschließend war er von 1927 bis 1934 Professor der Fachabteilung für Dekorationsmaler an der Städtischen Kunstgewerbeschule in Wiesbaden, ehe er 1933 nach Hamburg zurückkehrte, um dort als Freier Künstler zu arbeiten. Er war zudem Mitglied des Deutschen Werkbundes.
Er galt bis zum Ende des Zweiten Weltkriegs als Meistbeauftragter Dekorationsmaler in Hamburg und gewann zahlreiche Auszeichnungen. Er schuf unter anderem Wandbilder für die Wehrmacht und 1938 ein Wandgemälde für die „Kunstausstellung“ (Leistungsschau) der Nationalsozialistische Organisation „Kraft durch Freude“ in der Hamburger Kunsthalle. Nach 1946 erhielt er, wohl auch aufgrund dieser Werke, keine staatlichen Aufträge mehr. Fischer-Trachau unterrichtete von 1949 bis 1951 am Institut für Lehrerfortbildung und sah sich zunächst dem Expressionismus verpflichtet. Bis 1952 betrieb er ein Wohnatelier an der Alster. Später entwarf er Wohnungseinrichtungen und Möbel im Stil der Neuen Sachlichkeit.
Bei einem Verkehrsunfall 1953 erlitt er schwere Verletzungen und war zwei Jahre lang arbeitsunfähig.

## Familie
Fischer-Trachau war zweimal verheiratet.
- 1908 mit Elisabeth Münchmeyer (1892–1965). Aus der Ehe gingen 3 Töchter hervor,[9] bevor sie nach einer Trennung 1925 schließlich 1937 geschieden wurde.
  - Traute (* 4. April 1909)
  - Johanna (* 6. Juni 1910)
  - Gisela (* 20. Mai 1925)
- 1937 heiratete er Minna Clara Stange.

## Werke (Auswahl)
Als Raumgestaltungen, die gemeinsam mit Fritz Schumacher als Architekten entstanden, sind vor allem folgende Werke zu nennen:

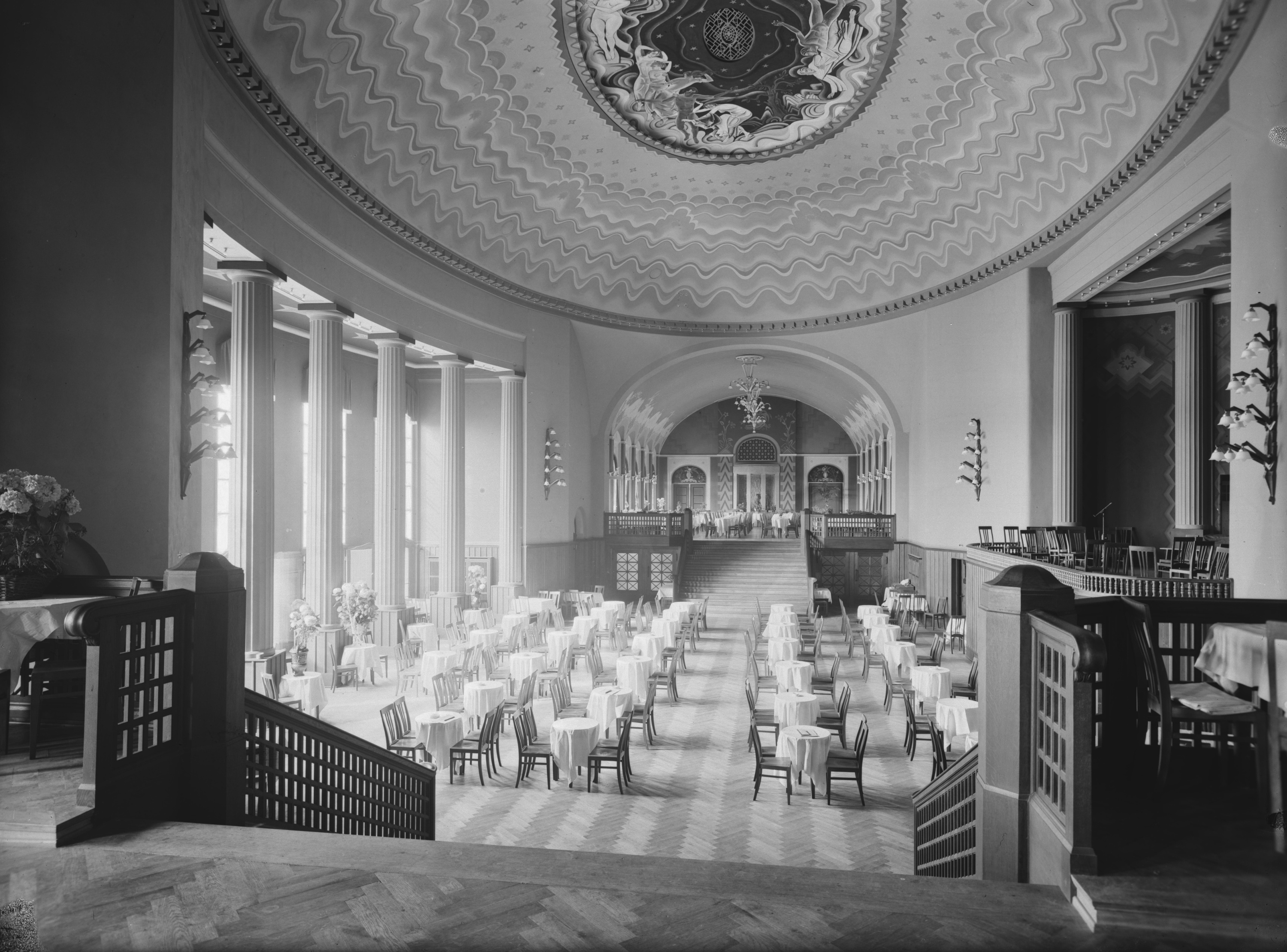
Hauptrestaurant der Stadthalle im Stadtpark

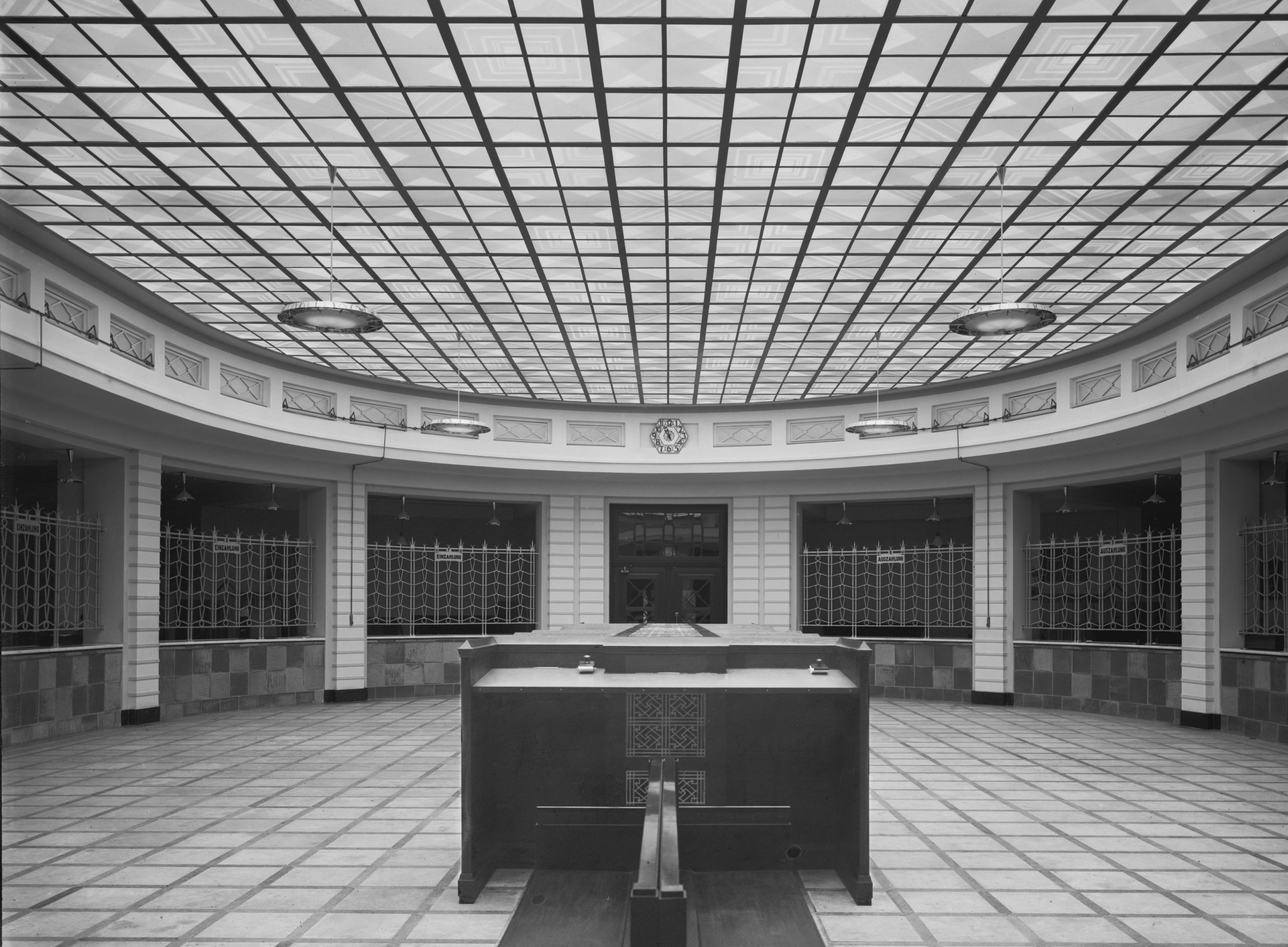
Geätzte Glasdecke im Kassenhalle der Finanzdeputation

- 1910–1914: Ausmalung der Treppenhalle in den Technischen Lehranstalten Hamburg St. Georg
- 1913: Oberschulbehörde Hamburg Dammtorstraße
- 1913: Bernhard-Nocht-Institut Hamburg St. Pauli
- 1914: Lehrerinnenseminar Hamburg Hohe Weide
- 1914: Gelehrtenschule des Johanneums Hamburg-Winterhude
- 1914: Volksschule am Tieloh
- 1914: Stadtcafé im Stadtpark Hamburg
- 1914: Volkslesehalle Mönckebergstraße
- 1915: Realschule Hamburg-Hohenfelde, Uferstraße
- 1915: Strafjustizgebäude Hamburg, Hamburg-Neustadt, Treppenhaus
- 1915: Gewerbehaus Hamburg-Neustadt, Holstenwall
- 1920: Volksschule Ahrensburger Straße
- 1922: Museum für Hamburgische Geschichte Holstenwall
- 1924: Stadthalle im Stadtpark
- 1925: Erikahaus Universitätskrankenhaus Eppendorf
- 1925: Lyceum am Lübecker Tor
- 1925/1926: Finanzdeputation Hamburg, Gänsemarkt
- 1925/1926: Lichtwark-Schule Hamburg Grasweg
- 1926: Pathologie im Universitätskrankenhaus Eppendorf
- 1927: Berufsschule Angerstraße